# ساندرا کیریاسیس
ساندرا کیریاسیس (انگلیسی: Sandra Kiriasis؛ زادهٔ ۴ ژانویهٔ ۱۹۷۵) ورزشکار بابسلد اهل آلمان بود.
وی در مسابقات کشوری و بین‌المللی در مجموع برندهٔ ۲۲ مدال طلا، ۱۳ مدال نقره، ۳ مدال برنز شده‌است.